# 슈거힐 (맨해튼)

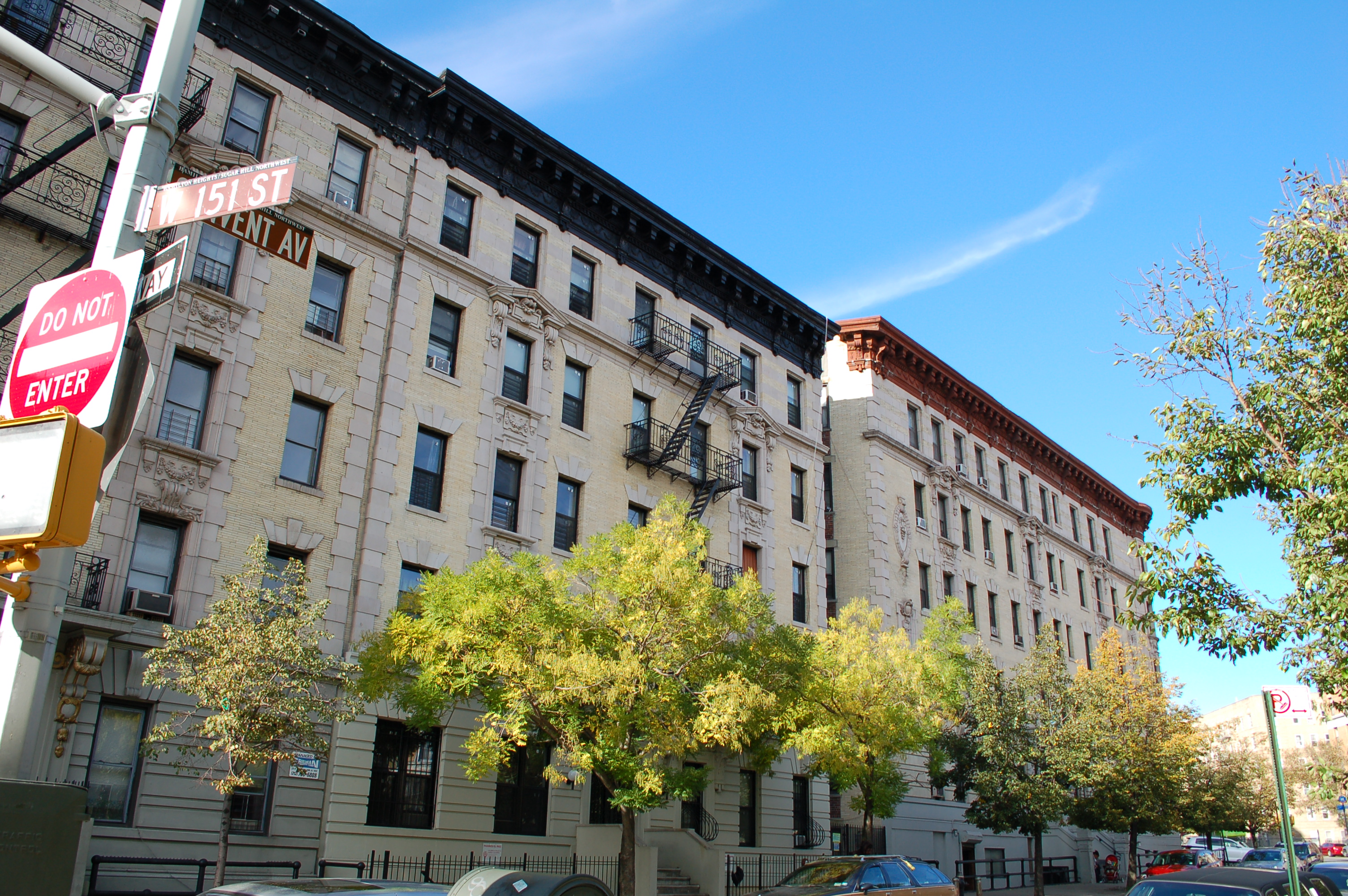
슈거힐

슈거힐(Sugar Hill)은 미국 뉴욕주 뉴욕 맨해튼 북부 할렘 서쪽에 있는 지역 이름의 통칭이다. 할렘 제일의 고급 주택가이다. 1970년대 힙합의 선구자로 불리는 슈거힐 갱은 이 도시에서 유래한다.